# Minzy Work 01. "Uno"
Minzy Work 01. "Uno" è l'EP di debutto della cantante sudcoreana Minzy, pubblicato il 17 aprile 2017 dalla The Music Works.

## Tracce
1. Ni Na No (니나노) (featuring Flowsik) – 3:11
2. Superwoman (수퍼우먼?) – 3:27
3. ING (알쏭달쏭?) – 3:18
4. Flashlight (featuring Jay Park) – 3:15
5. Beautiful Lie – 4:15
6. Ni Na No (English rap ver.) (featuring Flowsik) – 3:11

## Classifiche
| Classifica (2017) | Posizione massima |
| ----------------- | ----------------- |
| Corea del Sud     | 10                |